# Space Delta 6
Lo Space Delta 6 è un'unità di operazioni spaziali della United States Space Force, inquadrata nello United States Space Command. Il suo quartier generale è situato presso la Schriever Space Force Base, in Colorado.

## Missione
Il delta gestisce attività di difesa da attacchi informatici contro i sistemi utilizzati dalle missioni spaziali.
Il 24 luglio 2020 ha ereditato le attività del 50th Network Operations Group del 50th Space Wing dell'USAF.

## Organizzazione
Attualmente, al 2024, esso controlla:
- 65th Cyber Squadron, operazioni difensive nel cyberspazio
- 66th Cyberspace Operations Squadron, operazioni difensive nel cyberspazio
- 68th Cyber Squadron, operazioni difensive nel cyberspazio
- 69th Cyber Squadron, operazioni difensive nel cyberspazio
- 645th Cyber Squadron, operazioni difensive nel cyberspazio